# إرنست رولف
إرنست رولف (بالسويدية: Ernst Rolf)‏ هو مغني وممثل سويدي، ولد في 20 يناير 1891 في السويد، وتوفي بنفس المكان في 25 يناير 1932.

## وصلات خارجية
- إرنست رولف على موقع IMDb (الإنجليزية)
- إرنست رولف على موقع روتن توميتوز (الإنجليزية)
- إرنست رولف على موقع ميوزك برينز (الإنجليزية)
- إرنست رولف على موقع قاعدة بيانات الأفلام السويدية (السويدية)
- إرنست رولف على موقع أول ميوزيك (الإنجليزية)
- إرنست رولف على موقع ديسكوغز (الإنجليزية)
- إرنست رولف على موقع قاعدة بيانات الفيلم (الإنجليزية)